# Sauce ravigote
Als Sauce ravigote bezeichnet man verschiedene kalte Saucen:
Eine Sauce aus Essig und Öl, vermischt mit gehackten Kapern, Zwiebeln und Estragon.
Zur Vorbereitung erstellt man eine Reduktion aus Weißwein und Estragonessig, verkocht diese mit Kalbsvelouté und lässt dies abkühlen. Anschließend wird dies mit Schalottenbutter aufgeschlagen und mit gehacktem Estragon, Kerbel und Schnittlauchröllchen vermischt.
Ebenso ist es ein Synonym für Kräutermayonnaise.